# Procédure d'adhésion de la Bulgarie à l'Union européenne
La procédure d'adhésion de la Bulgarie à l'Union européenne est le processus qui a permis à la Bulgarie de rejoindre l'Union européenne le 1er janvier 2007. Cette date a été convenue à Thessalonique en 2003, et confirmée à Bruxelles le 18 juin 2004. La Bulgarie et la Roumanie ont signé leur traité d'adhésion le 25 avril 2005 à l'abbaye de Neumünster au Luxembourg. L'Union européenne s'est ainsi élargie à 27 États.
Avec l'adhésion de la Bulgarie, l'alphabet cyrillique devint le troisième alphabet officiel de l'Union européenne avec l'alphabet grec et latin.

## Historique

### Situation initiale
La Bulgarie et l'Union européenne ont établi des relations diplomatiques dès 1988,. Dès mai 1990, un accord de commerce et de coopération est signé.
En 1991, une nouvelle Constitution bulgare mettant définitivement fin à la République populaire de Bulgarie est entrée en vigueur.
Le 8 mai 1993 le pays signe l'accord européen qui est entré en vigueur le 1er février 1995,. Cet accord a constitué dès lors la base juridique des relations entre la Bulgarie et l'Union. Cet accord a pour objectif de fournir un cadre politique au dialogue entre ces deux partis. Il vise aussi à promouvoir l’expansion des relations économiques entre les partis ainsi qu'à fournir une base pour l'assistance technique et financière de la Communauté. Un Conseil d'association a été mis en place pour examiner l'état général des relations et permet de faire le point sur les progrès accomplis par la Bulgarie. Des sous-comités examinent les questions techniques.

### Dépôt de candidature
Le 14 décembre 1995, Jan Videnov a adressé la candidature de la Bulgarie à l'Union européenne à Javier Solana, alors ministre espagnol des Affaires étrangères et président en exercice du Conseil de l'Union européenne.

« Par la présente, j'ai l'honneur, au nom du gouvernement de la République de Bulgarie, de présenter la demande d'adhésion de la Bulgarie à l'Union européenne, conformément à l'article O du traité sur l'Union européenne. »

— Jan Videnov, demande officielle d'adhésion de la Bulgarie à l'Union européenne

### Vers les négociations
En 1995, la Commission a publié un livre blanc sur le marché intérieur dans lequel elle listait la législation que les pays candidats devraient transposer pour s'aligner à l'acquis. En réponse à ce livre blanc, le gouvernement bulgare a adopté, en mai 1996, une « stratégie pour la mise en œuvre des recommandations du Livre blanc ». Le document adopté donnait une vue d'ensemble de la législation bulgare à la lumière de l'acquis.
Le 29 janvier 1997, lors d'une visite au Parlement européen, le président Petar Stoyanov a affirmé la « détermination » bulgare « à suivre la voie de l'intégration dans l'Union européenne et de la réalisation des valeurs européennes communes ».
Le 21 mai 1997, le premier ministre Ivan Kostov, lors de son discours inaugural, réaffirma que « le choix européen de la Bulgarie est un consensus qui s'est dégagé lors de l'évolution lente et difficile qu'a connue la société bulgare au cours des sept dernières années ».

### Négociations

#### Négociations préliminaires

##### 1998: partenariat pour l'adhésion et premier rapport de la Commission
Le partenariat pour l'adhésion de la Hongrie fut adopté en mars 1998. La version révisée du partenariat pour l'adhésion définit les priorités que la Bulgarie devrait respecter dans leur totalité entre 2003 et 2004. Le cadre financier du partenariat pour l'adhésion se compose du programme PHARE, du programme SAPARD et du programme ISPA,. Le programme PHARE a fourni 1,54 milliard d'euros de 1992 à 2003 et 140 millions d'euros supplémentaires de 2004 à 2006. L'aide financière annuelle du programme SAPARD s'élevait à 57,6 millions d'euros, et le programme ISPA de 93 à 127 millions d'euros.
Le 17 décembre 1998, la Commission publia son premier rapport final sur l'évolution des négociations préliminaires. La commission y souligne notamment la faible compatibilité entre la législation existante et les normes communautaires en ce qui concerne le système social. La Commission souligne par ailleurs l'important problème de la pauvreté. En matière agricole, quelques progrès étaient constatés par rapport à l'avis de la Commission publié en 1997 notamment en matière de libéralisation des produits agricoles. Le rapport demandait aussi une accélération du processus de privatisation industrielle visant à la création d'un marché industriel compétitif. La Commission relève en matière de fiscalité indirect que la Bulgarie devra fournir des efforts afin de se conformer à l'acquis concernant la TVA et l'accise.
En matière énergétique, le rapport soulignait la nécessité, pour la Bulgarie, de se conformer à certains régimes internationaux quant au nucléaire et sur l'adaptation de la législation au traité Euratom et notamment en matière de sécurité nucléaire (ce qui implique notamment la fermetures des centrales problématiques telle que celle de Kozlodouï).

##### Dernier rapport des négociations préliminaires (octobre 1999)
Le 13 octobre 1999, la Commission publia son second rapport final sur l'évolution des négociations préliminaires.
En matière énergétique, le rapport constatait des progrès importants bien qu'en ce qui concerne l'énergie nucléaire, la Bulgarie n'a pas respecté les priorités du partenariat pour l'adhésion (notamment en ce qui concerne la mise en place d'un plan et calendrier de fermeture des unités 1 à 4 de la centrale de Kozlodouï).
En matière de transport, le rapport préconisait des efforts importants dans la mise en œuvre des dispositions communautaires, notamment en ce qui concerne la sécurité maritime. En ce qui concerne l'UEM, la Bulgarie a déclaré son intention d'accepter et de se conformer à l'acquis le concernant. Le rapport constate cependant peu de progrès. De même, du retard était constaté en matière de privatisation des entreprises. En matière environnemental, le rapport constatait des efforts supplémentaires en matière de protection de la nature, de la qualité de l'eau ou la pollution industrielle. Dans le domaine de la recherche, le rapport constatait la participation de la Bulgarie au cinquième programme-cadre.
En matière agricole, le rapport constatait des difficultés de mise en œuvre (notamment en ce qui concerne l'élevage et le marche foncier) du fait du manque de ressources financières. En ce qui concerne la pêche, le rapport constatait que la Bulgarie avait signé la plupart des accords et conventions des Nations unies concernant ce domaine.
En outre, d'importants progrès étaient constatés en matière de protection des consommateurs du fait de l'adoption d'une loi sur ce sujet. La Bulgarie a par ailleurs intégré le système RAPEX.

#### Négociations officielles
Les négociations officielles ont débuté le 15 février 2000, après les deux premiers rapports.

##### Progression constatée par le rapport de 2000
Le premier rapport final après le début des négociations officielles, et le troisième rapport final en tout, a été publié le 8 novembre 2000.
Dans ce rapport la Commission constatait des progrès important en matière d'énergie nucléaire notamment par l’adoption d'un protocole d'accord entre la Commission et le gouvernement bulgare qui établissait un calendrier réaliste de fermeture anticipée des unités 1 à 4 de la centrale nucléaire de Kozlodouï. En ce qui concerne la PAC, le rapport présentait d'importants progrès réalisés par la Bulgarie, plus particulièrement dans les secteurs vinicole et céréalier.
En matière de fiscalité, des progrès étaient constatés en matière de TVA, mais à l'inverse aucun progrès n'étaient constatés en matière de droit d'accise et de fiscalité directe. L'administration avait fait l'objet de premières modernisations et un nouveau Code de procédure fiscale était entré en vigueur en janvier 2000.

##### Évolution des négociations en 2001
Le second rapport final de la Commission a été publié le 13 novembre 2001. Ce rapport constatait, en matière énergétique, une lente restructuration du secteur lors de l'année écoulée. En ce qui concerne la sécurité nucléaire, la fermeture des unités prévues dans les précédents rapports se poursuivaient. En matière d'éducation, des progrès étaient constatés du fait de la participation de la Bulgarie à la deuxième génération des programmes Leonardo, Socrates et Jeunesse.
En matière de pêche, des progrès ont été constatés par l'adoption d'une loi sur la pêche et l'aquaculture. En matière de capacité administrative, des renforcements ont été effectués en ce qui concerne la gestion l'inspection et le contrôle des ressources. De même, un registre de la flotte de pêche était en cours de création.
En matière fiscale, le rapport ne constate aucune avancée en matière fiscalité directe et de coopération administrative, cependant l'administration fiscale bulgare s'est doté d'une unité de lutte anti-fraude.

##### Progression effectuée en 2002
Le troisième rapport final a été publié le 9 octobre 2002. À l'instar du rapport de novembre 2001, le rapport de 2002 ne constatait aucun progrès dans le domaine de l’UEM. Inversement, dans le domaine de la libre circulation des marchandises, d'importants progrès étaient constatés. De même, en matière de contrôle des aides d’État et de la législation antitrust. Le rapport constatait aussi que les chapitres concernant l'éducation et la formation et la protection des consommateurs étaient provisoirement clos.

##### Évolution constatée en 2003
La Commission a publié, le 5 novembre 2003, son quatrième rapport final. Des progrès dans la transposition de l'acquis étaient notamment constatés :
- en ce qui concerne la politique agricole, notamment le développement rural, et les secteurs vétérinaires et phytosanitaires[38] ;
- en matière de libre circulation des marchandises et de douane[39] ;
- en matière audiovisuelle, ou le rapport constatait les progrès effectués chaque année depuis 1999 dans ce domaine[40] ;
- en matière de télécommunication, où il est mis en avant un degré raisonnable d'alignement sur l'acquis[41] ;
- en ce qui concerne la circulation des personnes et la politique d'asile, bien que le rapport préconisait le maintien des efforts en matière de lutte contre la criminalité organisée, le trafic de stupéfiants et l'immigration clandestine[42].

En matière de fiscalité, le rapport constatait que le chapitre avait été provisoirement clos. Cependant, la Bulgarie devait continuer ses efforts en matière de fiscalité directe. La Bulgarie s'est vu accorder un régime transitoire prenant fin au 31 décembre 2009 en ce qui concerne les niveaux de droits d'accise minima sur les cigarettes. De même, des régimes spéciaux ont été mis en place afin de permettre à la Bulgarie de continuer à accorder au transport international de voyageurs l'exonération de TVA d'une part, et d'appliquer un taux réduits de droits d'accise sur le rakia (mais juste en ce qui concerne la consommation personnelle avec des limites quantitatives par an et par ménage) d'autre part.
En revanche, peu de progrès étaient constatés en matière de protection des consommateurs (le rapport mettant en avant des « efforts considérables » à faire sur ce point).

##### Rapport de 2004
Le cinquième rapport final de la Commission a été publié le 6 octobre 2004 après la clôture des négociations qui est intervenue le 15 juin 2004,.
En ce qui concerne l'UEM, la Commission constatait des avancées majeures puisque la Bulgarie s'était peu à peu alignée à l'acquis. De même des progrès étaient constatés :
- en matière de politique agricole, notamment par la mise en œuvre du Fonds européen d'orientation et de garantie agricole et le développement d'organisations communes de marché[48].
- en matière de concurrence, la politique bulgare était conforme à l'acquis. Le rapport soulignait cependant que le pays devait continuer à suivre l'évolution de l'acquis[49].
- dans le domaine des transports routier, ferroviaire, aérien et maritime. Cependant, le rapport soulignait le fait que la Bulgarie devait continuer à progresser dans le domaine de la navigation fluviale[50].
- en matière environnementale, bien que le rapport demandait à la Bulgarie de maintenir ses efforts concernant la qualité de l'eau et la gestion des déchets dangereux[51].
- en matière audiovisuel, où le rapport constatait que les négociations était provisoirement clôturées[52].
- concernant le chapitre sur la justice et les affaires intérieures, le rapport constatait qu'il était lui aussi clos provisoirement[53].

Au contraire, la Bulgarie devait continuer ses efforts  en matière de fiscalité directe, où, contrairement à la fiscalité indirecte, aucun progrès n'était constaté. De même, en matière de droit du travail et de lutte contre la discrimination, le rapport demande à la Bulgarie de progresser dans « la mise en œuvre effective de l'acquis ».

### 2005: le traité d'adhésion
Les négociations ayant été clôturées le 15 juin 2004,, près de deux ans et demi se sont écoulés avant l'admission officielle de la Bulgarie dans l'Union pendant lesquels la Commission a continué de suivre les progrès réalisés par le pays. Le Parlement européen a dès 2005 réaffirmé son soutien à l'adhésion bulgare. Le traité d'adhésion a été signé le 25 avril 2005 à l'Abbaye de Neumünster à Luxembourg. Ce dernier fut ratifié par le Parlement le 11 mai.

### De fin 2005 à 2007

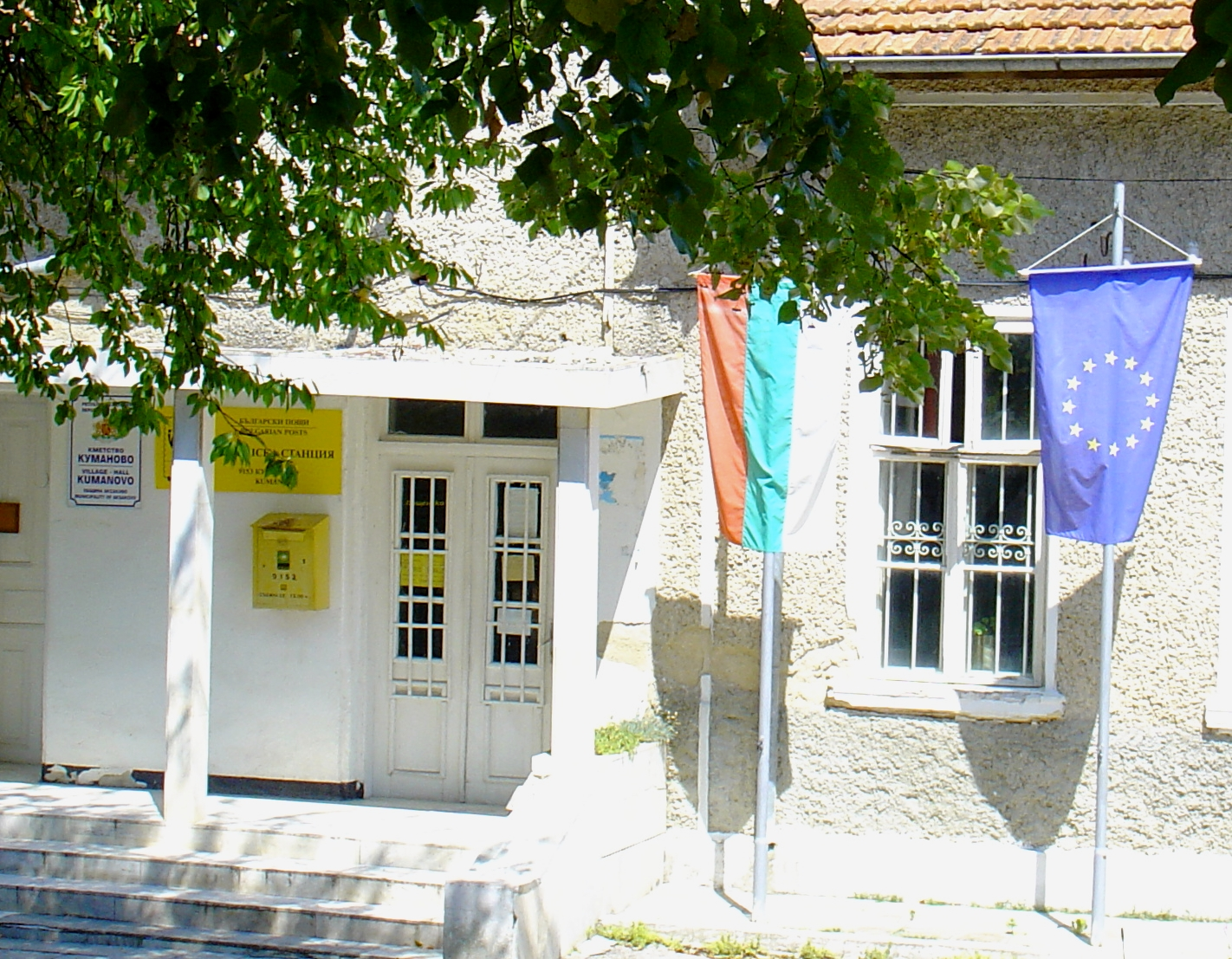
Façade d'une mairie de village.

Le rapport de suivi de la Commission d'octobre 2005 a soulevé des problèmes liés à la corruption et à la réforme nécessaire du système judiciaire et a réclamé la prise immédiate de mesures visant à les corriger.
Le 16 mai 2006, un nouveau rapport de suivi de la Commission a confirmé que la Bulgarie remplissait les critères de Copenhague et que l'économie de marché du pays était viable. Cependant le rapport met en avant qu'un certain nombre de domaines politiques était jugés « très préoccupants » et par conséquent les réformes et les progrès réalisés devaient être réexaminés pour décider de maintenir ou non l'adhésion à janvier 2007.
Finalement la Commission a donné son feu vert à l'adhésion et le pays est entré dans l'Union à la date prévue du 1er janvier 2007. Malgré tout, en cas  de graves violations des accords conclus, des clauses de sauvegarde ont été maintenues jusqu'au 1er janvier 2008.

### Chronologie
| Date             | Évènement |
| ---------------- | --- |
| 1988             | Premières relations diplomatiques entre la République populaire de Bulgarie et la Communauté européenne.                 |
| 12 juillet 1991  | Adoption de la nouvelle Constitution bulgare.                                                                            |
| 1993             | La Bulgarie signe un accord d'association avec l'UE.                                                                     |
| 14 décembre 1995 | Dépôt officiel de candidature bulgare.                                                                                   |
| Novembre 1998    | Premier rapport de suivi de la Commission.                                                                               |
| 1999             | Second rapport de la Commission recommandant l'ouverture des négociations officielles.                                   |
| 15 février 2000  | Ouverture officielle des négociations.                                                                                   |
| 15 juin 2004     | Clôture des négociations.                                                                                                |
| Avril 2005       | Le Parlement européen réaffirme son soutien à l'adhésion au 1er janvier 2007.                                            |
| 25 avril 2005    | Signature du traité d'adhésion, avec la Roumanie, à Luxembourg.                                                          |
| 11 mai 2005      | Ratification du traité d'adhésion par le Parlement.                                                                      |
| Octobre 2005     | Le rapport de suivi de la Commission soulève des problèmes de corruption et la nécessaire réforme du système judiciaire. |
| 16 mai 2006      | Un rapport de la Commission confirme que la Bulgarie répond aux critères de Copenhague.                                  |
| 1er janvier 2007 | La Bulgarie entre dans l'Union européenne.                                                                               |

## Détail du processus de négociations
Le pays fait partie du groupe d'Helsinki, par conséquent, les négociations ont commencé le 15 février 2000 et se sont clôturées définitivement en décembre 2004 pour les deux pays de l'élargissement de 2007.
| Chapitres de l'acquis                                               | Évaluation initiale de la Commission | Ouverture du chapitre | Clôture du chapitre, |
| ------------------------------------------------------------------- | ------------------------------------ | --------------------- | -------------------- |
| 1. Libre circulation des biens                                      | –                                    | mai 2001              | juin 2002            |
| 2. Libre circulation des personnes                                  | –                                    | octobre 2001          | juin 2002            |
| 3. Libre prestation de services                                     | –                                    | janvier 2001          | novembre 2001        |
| 4. Libre circulation des capitaux                                   | –                                    | automne 2000          | juillet 2001         |
| 5. Droit des sociétés                                               | –                                    | mai 2000              | juin 2001            |
| 6. Politique de la concurrence                                      | –                                    | mars 2001             | juin 2004            |
| 7. Agriculture                                                      | –                                    | mars 2002             | juin 2004            |
| 8. Pêche                                                            | –                                    | mars 2001             | mai 2001             |
| 9. Politique des transports                                         | –                                    | juin 2001             | juin 2003            |
| 10. Fiscalité                                                       | –                                    | juillet 2001          | mai 2002             |
| 11. Union économique et monétaire                                   | –                                    | mars 2002             | avril 2002           |
| 12. Statistiques                                                    | –                                    | octobre 2000          | décembre 2000        |
| 13. Politique sociale et emploi                                     | –                                    | octobre 2001          | avril 2002           |
| 14. Énergie                                                         | –                                    | 2e semestre 2001      | 2e semestre 2002     |
| 15. Politique industrielle                                          | –                                    | 2e semestre 2001      | 2e semestre 2001     |
| 16. Petites et moyennes entreprises                                 | –                                    | mai 2000              | mai 2000             |
| 17. Science et recherche                                            | –                                    | 1er semestre 2000     | mai 2000             |
| 18. Éducation et formation                                          | –                                    | 1er semestre 2000     | mai 2000             |
| 19. Télécommunications et technologies de l'information             | –                                    | octobre 2000          | octobre 2001         |
| 20. Culture et politique audiovisuelle                              | –                                    | mai 2000              | novembre 2000        |
| 21. Politique régionale et coordination des instruments structurels | –                                    | novembre 2001         | juin 2004            |
| 22. Environnement                                                   | –                                    | juillet 2001          | juin 2003            |
| 23. Consommateurs et protection de la santé                         | –                                    | octobre 2000          | octobre 2000         |
| 24. Justice et affaires intérieures                                 | –                                    | juin 2001             | octobre 2003         |
| 25. Union douanière                                                 | –                                    | juin 2001             | juillet 2002         |
| 26. Relations extérieures                                           | –                                    | 1er semestre 2000     | 2e semestre 2000     |
| 27. Politique étrangère et de sécurité commune (PESC)               | –                                    | 1er semestre 2000     | 2e semestre 2000     |
| 28. Contrôle financier                                              | –                                    | 2e semestre 2001      | 2e semestre 2002     |
| 29. Dispositions financières et budgétaires                         | –                                    | 2e semestre 2001      | juin 2004            |
| 30. Institutions                                                    | –                                    | 1er semestre 2002     | décembre 2004        |
| 31. Autres                                                          | –                                    | –                     | –                    |
| Progression                                                         |                                      | 29 sur 29             | 29 sur 29            |

## Questions liées à l'adhésion bulgare

### Agriculture
La surface agricole utile de la Bulgarie représentait en 2000 plus de cinq millions d'hectares. Les principales cultures sont le blé et le maïs. Cependant la majeure partie (94 %) des exploitations sont des exploitations familiales dont la surface n'excède pas l'hectare.
Dans un rapport d'information de l'Assemblée nationale daté de 2001, François Loncle émet des inquiétudes quant à la capacité du secteur agricole bulgare à se réformer pour passer du communisme à l'application des normes communautaires. Adriana Tocheva-Soukova, alors vice-ministre de l'agriculture, a exprimé, en réponse, les difficultés d'application de la politique de restitution des terres – née d'une loi de 1999 – à leurs anciens propriétaires ou à leurs descendants.
De plus, l'industrie agroalimentaire a dû s'adapter aux normes européennes en matière de sécurité alimentaire.

### Énergie nucléaire et environnement
Parmi les éléments qui font l'objet de discussions se trouve le calendrier de fermeture des réacteurs de la centrale nucléaire de Kozlodouï qui produisait alors 40 % de l'électricité bulgare. Les impératifs de sécurité prévoyaient en effet la fermeture progressive de quatre des six réacteurs de conception soviétique et jugés peu sûrs par les européens. D'autre part, l'impératif de sécurité se pose aussi quant au stockage et au traitement des déchets de la centrale.
La Bulgarie a aussi connu des problèmes d'eau puisque les ressources ont diminué de 30 % en quelques années et qu'en parallèle, la vétusté des conduites entraine une déperdition supplémentaire dans le réseau.

### Corruption
L'UE exige de la Bulgarie la résolution de ses problèmes de corruption avant 2007, année prévue pour son adhésion. Parmi ceux en ayant profité se trouvent notamment de hauts responsables mais aussi, selon l'ex-directeur des douanes Emil Dimitrov, des organisations humanitaires et religieuses qui profitent de leur statut pour vendre à des prix compétitifs les produits censés être de l'aide humanitaire.
Bruxelles exige aussi une réforme du système judiciaire qualifié de corrompu et d'inefficace (le président  de la Cour de cassation, Ivan Grigorov, avait été accusé de corruption). Le commissaire à l'élargissement Olli Rehn a exigé plus d'effort dans la réforme du système judiciaire, de la lutte contre la corruption et de la criminalité organisée. Ces efforts avaient été réclamés auparavant par le précédent commissaire à l'élargissement Günter Verheugen.

### Trafic d'êtres humains
La Bulgarie est un pays qui est une plaque tournante du trafics d'êtres humains et ce malgré les efforts faits dans la professionnalisation des agents postés aux frontières ainsi que la politique commune des visas.

### Minorités
Parmi les problèmes qui ont été posés à la Bulgarie lors de son processus d'adhésion se trouve celui des minorités. Les deux plus importantes de Bulgarie étant les Turcs (avec 10 % de la population) et les Roms, nomades sédentarisés représentant 4,5 % de la population.
Bien qu'une coalition a été formée entre le Mouvement national Siméon II et le Mouvement des droits et des libertés ce qui a permis de renforcer le sentiment d'intégration de la minorité turque représentée par ce dernier mouvement, la minorité Rom restait isolée avec un taux de chômage de près de 50 %.

## Sondage d'opinion
En 2004, l'adhésion à l'Union européenne recueillait 75,6 % d'avis favorables parmi la population bulgare.

## Après l'adhésion
La Bulgarie est membre de l'Union européenne, mais ne fait pas partie de l'Espace Schengen.
Le 8 décembre 2022, les ministres européens de l'Intérieur approuvent l'adhésion de la Croatie à l’espace Schengen et rejettent les demandes de la Roumanie et de la Bulgarie, l’Autriche ayant mis son veto à cet élargissement,. Les Pays-Bas avaient émis des réserves sur la Bulgarie, mettant en cause la corruption dans ce pays. L'Autriche, qui fait face un afflux de demandeurs d'asile, est opposée à la levée des contrôles aux frontières avec la Roumanie et de la Bulgarie, estimant qu'elle accentuerait la hausse des arrivées de migrants.